# Morpho helenor achillides
Morpho helenor achillides es una de las subespecies que integran la especie M. helenor, un lepidóptero ditrisio nimfálido del género Morpho. Habita en regiones selváticas de Sudamérica.

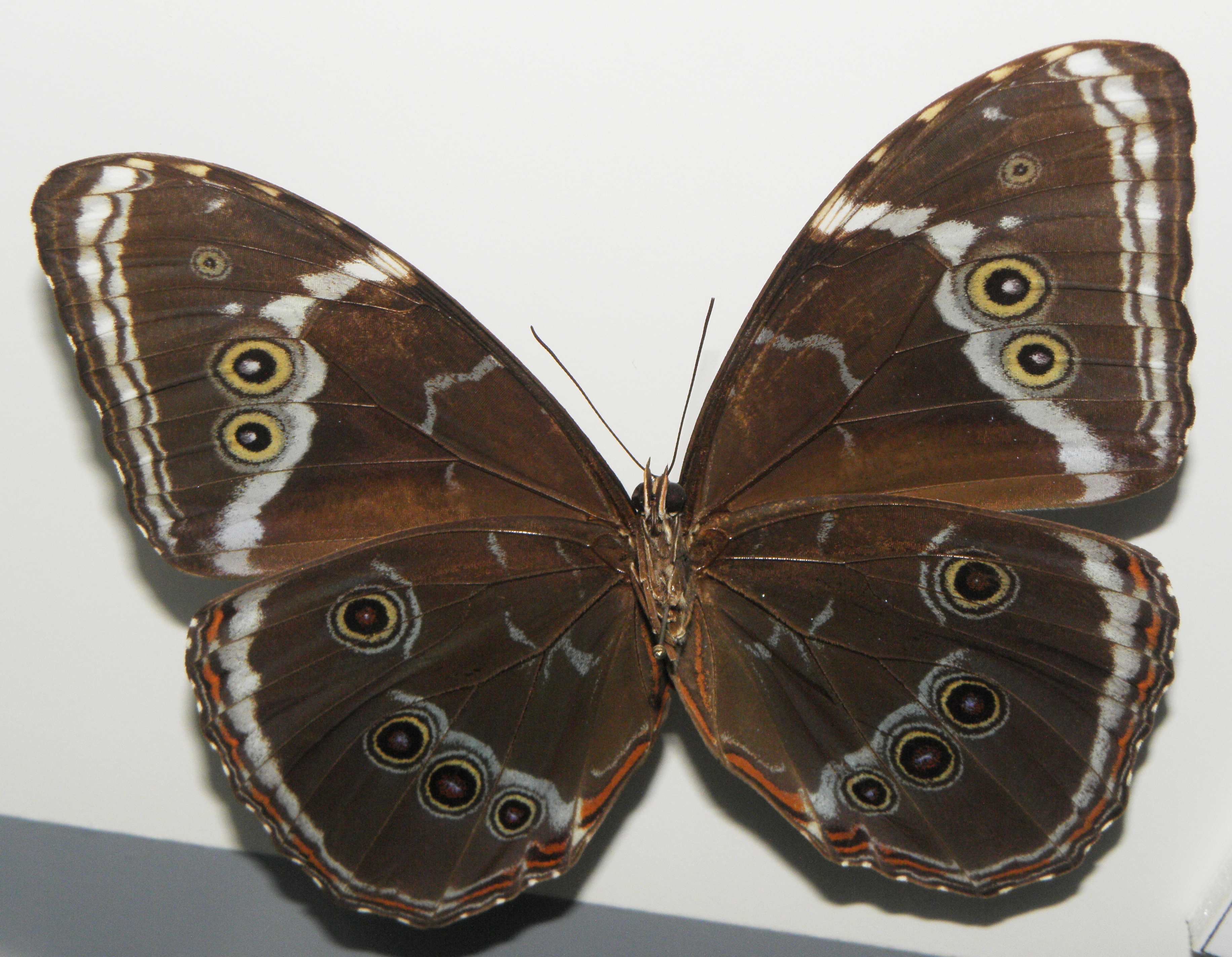
Faz ventral de Morpho helenor achillides (= Morpho achilles achillides). Colectada en la provincia de Misiones, Argentina.

## Taxonomía y características
Este taxón fue descrito originalmente en el año 1867 por los entomólogos austríacos Cajetan Freiherr von Felder y su hijo Rudolf von Cayetan Felder.
Morpho helenor achillides mide 120 mm. 
Dorsalmente es negra con una ancha franja azul brillante, con mancha blanca en parte central del margen anterior y puntos del mismo color en sector exterior de las anteriores, pasando a ser en las posteriores color rojo ladrillo. Ventralmente bajo un patrón castaño, muestra grandes ocelos centrales, y marcas blancas y rojizas. En las alas posteriores muestra una franja central de color celeste.

## Distribución geográfica
Morpho helenor achillides se distribuye en selvas de Sudamérica. Se la encuentra en Brasil, en los estados de: Minas Gerais, São Paulo, Paraná, Santa Catarina, Río Grande del Sur y en el Distrito Federal.
También habita en el Paraguay, y en  el nordeste de la Argentina, en las provincias de: Chaco, Corrientes, Formosa y Misiones. En esta última se le brinda protección en algunas áreas de conservación, por ejemplo sobre el río Iguazú, en la reserva privada Yacutinga, y en el parque nacional Iguazú.

## Costumbres
Morpho helenor achillides es una mariposa grande, llamativa, de vuelo poderoso, lento, ondulante, a baja o media altura, con habituales planeos y bruscos aleteos, generalmente recorriendo senderos en sectores umbríos y húmedos de las selvas donde habita. Se posa sobre frutos fermentados que caen al piso, o sobre excrementos. Al ser asustada se aleja de la amenaza hacia sectores densos volando rápida y erráticamente para desorientar a la fuente de peligro, aumentando la celada posándose de repente para quedar totalmente quieta y con las alas cerradas, confiando en su mimetismo alar ventral.
Las larvas u orugas de Morpho helenor achillides se alimentan de las hojas de Lonchocarpus, Genipa americana, Inga, Machaerium y  Platymiscium.  